# Teddy chloroformiert seinen Vater
Teddy chloroformiert seinen Vater ist eine deutsche Filmkomödie aus dem Jahre 1914 innerhalb der Stummfilmreihe Teddy. Hauptdarsteller ist Paul Heidemann.

## Handlung
Teddy gewinnt beim Kartenspiel; dies missfällt seinem zukünftigen Schwiegervater. So macht man diesem weis, dass alles nur ein Traum gewesen sei. 

## Hintergrund
Der Film hatte eine Länge von 600 Metern in zwei Akten, das entspricht ca. 33 Minuten. Produziert wurde er von Literaria Film. Teddy chloroformiert seinen Vater wurde von der Polizei Berlin unter der Nummer 14.38 mit einem Jugendverbot belegt. Unter der Nummer 5127 wurde der Film des Weiteren von den Lehrern Hamburgs geprüft.